# Stephen Odey
Stephen Odey (Lagos, 15 de enero de 1998) es un futbolista nigeriano que juega en la demarcación de delantero para el Randers F. C. de la Superliga de Dinamarca.

## Selección nacional
Debutó con la selección de fútbol de Nigeria el 1 de junio de 2017. Lo hizo en un partido amistoso contra Togo que finalizó con un resultado de 3-0 a favor del combinado nigeriano tras los goles de Kelechi Iheanacho y un doblete de Ahmed Musa. Además disputó dos partidos de clasificación para el Campeonato Africano de Naciones de 2018.

## Clubes
| Club                  | País      | Año       | Partidos | Goles |
| --------------------- | --------- | --------- | -------- | ----- |
| MFM F. C.             | Nigeria   | 2016-2017 | 42       | 23    |
| F. C. Zürich          | Suiza     | 2017-2019 | 61       | 18    |
| K. R. C. Genk         | Bélgica   | 2019-2020 | 13       | 2     |
| Amiens S. C. (cedido) | Francia   | 2020-2021 | 30       | 5     |
| Randers F. C.         | Dinamarca | 2021-     | 123      | 27    |

## Palmarés

### Campeonatos nacionales
| Título        | Club         | País  | Año  |
| ------------- | ------------ | ----- | ---- |
| Copa de Suiza | F. C. Zürich | Suiza | 2018 |